# Eberhard Gottlieb Graff
Eberhard Gottlieb Graff, född den 10 mars 1780 i Elbing, död den 18 oktober 1841 i Berlin, var en tysk språkforskare. 
Graff var 1824–1830 professor i tyska språket i Königsberg. Hans främsta verk är Althochdeutscher Sprachschatz (1835–1843; alfabetiskt register av Massmann 1846).